# Nuoto ai campionati mondiali di nuoto 2025 - Staffetta 4x100 metri stile libero maschile
La gara di nuoto della staffetta 4x100 metri stile libero maschile dei campionati mondiali di nuoto 2025 è stata disputata il 27 luglio 2025 presso il Singapore Sports Hub di Singapore. Vi hanno preso parte 20 squadre nazionali.
La competizione è stata vinta dalla squadra australiana, formata da Flynn Southam, Kai Taylor, Maximillian Giuliani e Kyle Chalmers, mentre l'argento e il bronzo sono andati rispettivamente alla squadra italiana, formata da Carlos D'Ambrosio, Thomas Ceccon, Lorenzo Zazzeri e Manuel Frigo, e a quella statunitense, formata da Jack Alexy, Patrick Sammon, Chris Guiliano e Jonny Kulow.

## Podio
| Posizione | Nazione     | Atleti                                                                           |
| --------- | ----------- | -------------------------------------------------------------------------------- |
| Oro       | Australia   | Flynn Southam Kai Taylor Maximillian Giuliani Kyle Chalmers                      |
| Argento   | Italia      | Carlos D'Ambrosio Thomas Ceccon Lorenzo Zazzeri Manuel Frigo Leonardo Deplano*   |
| Bronzo    | Stati Uniti | Jack Alexy Patrick Sammon Chris Guiliano Jonny Kulow Shaine Casas* Destin Lasco* |

* Indica i nuotatori che hanno preso parte solo alle batterie

## Programma
| Data      | Ora (UTC+3) | Turno    |
| --------- | ----------- | -------- |
| 27 luglio | 06:45       | Batterie |
| 27 luglio | 14:27       | Finale   |

## Record
Prima della competizione il record del mondo e il record dei campionati erano i seguenti:
| Record mondiale       | 3'08"24 | Stati Uniti Michael Phelps (47"51) Garrett Weber-Gale (47"02) Cullen Jones (47"65) Jason Lezak (46"06) | 11 agosto 2008 Pechino, Cina          |
| Record dei campionati | 3'09"06 | Stati Uniti Caeleb Dressel (47"63) Blake Pieroni (47"49) Zachary Apple (46"86) Nathan Adrian (47"08)   | 21 luglio 2019 Gwangju, Corea del Sud |

## Risultati

### Batterie
| Pos. | Batteria | Corsia | Atleta            | Nazionalità                                                                                                | Tempo   | Note             |
| ---- | -------- | ------ | ----------------- | --- | ------- | ---------------- |
| 1    | 3        | 4      | Stati Uniti       | Shaine Casas (48"58) Jonny Kulow (47"51) Destin Lasco (47"60) Patrick Sammon (47"48)                       | 3'11"17 | Q                |
| 2    | 2        | 4      | Australia         | Flynn Southam (48"12) Kai Taylor (47"55) Maximillian Giuliani (48"08) Kyle Chalmers (47"54)                | 3'11"29 | Q                |
| 3    | 3        | 5      | Italia            | Carlos D'Ambrosio (47"96) Lorenzo Zazzeri (47"63) Leonardo Deplano (48"29) Manuel Frigo (48"14)            | 3'12"02 | Q                |
| 4    | 2        | 5      | Cina              | Chen Juner (48"56) Wang Haoyu (47"59) Liu Wudi (48"38) Pan Zhanle (47"73)                                  | 3'12"26 | Q                |
| 5    | 2        | 3      | Canada            | Ruslan Gaziev (48"75) Joshua Liendo (47"26) Antoine Sauve (48"37) Filip Senc-Samardzic (48"26)             | 3'12"64 | Q                |
| 6    | 3        | 3      | Gran Bretagna     | Jacob Mills (48"34) Duncan Scott (47"56) Jacob Whittle (48"11) Tom Dean (48.68)                            | 3'12"69 | Q                |
| 7    | 3        | 2      | Ungheria          | Nándor Németh (47"87) Hubert Kós (47"71) Dániel Mészáros (48"56) Ádám Jászó (48"57)                        | 3'12"71 | Q                |
| 8    | 2        | 8      | Lituania          | Tajus Juska (48"60) Tomas Navikonis (47"47) Tomas Lukminas (47"83) Danas Rapšys (48"84)                    | 3'12"74 | Q                |
| 9    | 1        | 3      | Atleti Neutrali B | Kliment Kolesnikov (48"59) Vladislav Grinev (48"00) Ivan Girev (47"90) Vasilii Kukushkin (48"38)           | 3'12"87 |                  |
| 10   | 3        | 6      | Germania          | Josha Salchow (48"21) Rafael Miroslaw (48"32) Kaii Winkler (47"52) Luca Armbruster (48"84)                 | 3'12"89 |                  |
| 11   | 3        | 1      | Francia           | Rafael Fente-Damers (48"58) Nans Mazellier (48"52) Ethan Dumesnil (48"27) Yann Le Goff (47"55)             | 3'12"92 |                  |
| 12   | 2        | 1      | Israele           | Alexey Glivinsky (48"72) Denis Loktev (48"12) Daniel Krichevsky (48"01) Martin Kartavi (48"54)             | 3'13"39 | Record nazionale |
| 13   | 3        | 7      | Polonia           | Kamil Sieradzki (48"39) Jakub Majerski (48"16) Ksawery Masiuk (47"48) Karol Ostrowski (49"57)              | 3'13"60 |                  |
| 14   | 2        | 7      | Croazia           | Jere Hribar (47"93) Nikola Miljenić (48"57) Vlaho Nenadić (48"82) Toni Dragoja (48"70)                     | 3'14"02 |                  |
| 15   | 2        | 6      | Serbia            | Nikola Aćin (48"78) Velimir Stjepanović (48"10) Luka Jovanović (49"16) Justin Cvetkov (48"07)              | 3'14"11 |                  |
| 16   | 2        | 2      | Spagna            | Sergio de Celis (48"24) Luca Hoek Le Guenedal (47"68) Miguel Pérez-Godoy (48"86) Nacho Campos Beas (49"56) | 3'14"34 |                  |
| 17   | 3        | 0      | Norvegia          | Sander Sorensen (48"73) Markus Lie (49"10) Jakob Harlem (49"84) Bjørnar Laskerud (48"99)                   | 3'16"66 |                  |
| 18   | 2        | 0      | Singapore         | Ardi Azman (50"03) Mikkel Lee (48"91) Jonathan Tan (48"94) Glen Lim (50"50)                                | 3'18"38 |                  |
| 19   | 1        | 4      | Messico           | Andres Dupont (48"48) Jorge Iga (48"37) Marcus Reyes-Gentry (50"36) Héctor Ruvalcaba (51"60)               | 3:18.81 |                  |
| 20   | 3        | 8      | Lussemburgo       | Ralph Daleiden (48"60) Remi Fabiani (49"37) João Carneiro (51"86) Julien Henx (51"56)                      | 3'21"39 |                  |
| -    | 1        | 5      | Kenya             | dns | dns     | dns              |

### Finale
| Pos.    | Corsia | Atleta        | Nazionalità                                                                                    | Tempo   | Note                  |
| ------- | ------ | ------------- | ---------------------------------------------------------------------------------------------- | ------- | --------------------- |
| Oro     | 5      | Australia     | Flynn Southam (47"77) Kai Taylor (47"04) Maximillian Giuliani (47"63) Kyle Chalmers (46"53)    | 3'08"97 | Record dei campionati |
| Argento | 3      | Italia        | Carlos D'Ambrosio (47"78) Thomas Ceccon (47"10) Lorenzo Zazzeri (47"36) Manuel Frigo (47"34)   | 3'09"58 |                       |
| Bronzo  | 4      | Stati Uniti   | Jack Alexy (47"24) Patrick Sammon (47"03) Chris Guiliano (47"43) Jonny Kulow (47"94)           | 3'09"64 |                       |
| 4       | 7      | Gran Bretagna | Jacob Mills (48"51) Matthew Richards (47"32) Jacob Whittle (47"67) Duncan Scott (47"23)        | 3'10"73 |                       |
| 5       | 6      | Cina          | Chen Juner (48"58) Wang Haoyu (47"91) Liu Wudi (48"03) Pan Zhanle (46"63)                      | 3'11"15 |                       |
| 6       | 1      | Ungheria      | Nandor Nemeth (47"89) Szebasztián Szabó (48"11) Dániel Mészáros (48"48) Adam Jaszo (48"27)     | 3'12"75 |                       |
| 7       | 8      | Lituania      | Tomas Navikonis (48"37) Tomas Lukminas (47"89) Tajus Juska (48"26) Danas Rapšys (48"32)        | 3:12.84 |                       |
| 8       | 2      | Canada        | Ruslan Gaziev (48"37) Joshua Liendo (47"08) Antoine Sauve (48"18) Filip Senc-Samardzic (49"26) | 3'12"89 |                       |